# Ernst Kölz
Ernst Kölz (* 26. Januar 1929 in Wien; † 30. Dezember 2014 ebenda) war ein österreichischer Komponist und Blockflötist.

## Leben
Ernst Kölz studierte in den Jahren von 1944 bis 1950, neben seiner Ausbildung zum Buchhändler, Blockflöte an der Musik und Kunst Privatuniversität der Stadt Wien bei Hans-Ulrich Staeps. Von 1957 bis 1969 wirkte er als freischaffender Komponist, danach unterrichtete er Blockflöte bis zum Jahr 1975 am Kärntner Landeskonservatorium in Klagenfurt und bis 1993 an der Musik und Kunst Privatuniversität der Stadt Wien.

„Ich komponiere nach selbst festgelegten Regeln. Der Einheit wegen wende ich meistens reduziertes Tonmaterial an, oft bewußt auf bestimmte Intervalle und Zusammenklänge beschränkt. Ausschlaggebend ist immer ein prägnanter Einfall, bezogen auf Melos, Rhythmus und Klangfarbe. Meine Musik soll in erster Linie meinen subjektiven Vorstellungen entsprechen. Die Kompositionen sind kurz und übersichtlich, die einzelnen Sätze oder Teile oft aphoristisch. Neben Klavier- und Kammermusik schreibe ich hauptsächlich Textvertonungen, unter besonderer Berücksichtigung des Sprachrhythmus. Diese Textvertonungen sollen nicht als absolute Musik, sondern als Interpretation des Textes verstanden werden. Der Stil meiner Bühnen- und Filmmusiken wird nicht nur von der Entstehungszeit des Stückes und der Zeit der Handlung, sondern auch von der jeweiligen Inszenierung geprägt.“

## Auszeichnungen
- 1964: Förderungspreis des Theodor-Körner-Fonds
- 1965: Förderungspreis der Stadt Wien[4]
- 1982: Verleihung des Professorentitels durch die Republik Österreich
- 1990: Jandls szenen aus dem wirklichen leben wurde mit seiner Musik Hörspiel des Monats April
- 1997: Friederike Mayröckers Das zu Sehende, das zu Hörende wurde mit seiner Musik zum Hörspiel des Jahres (Österreich)
- 2009: Ehrenkreuz für Wissenschaft und Kunst I. Klasse[5]

## Werke (Auswahl)
Neben Instrumentalmusik komponierte Kölz auch Liederzyklen, Musik für Theater und Film sowie zu Hörspielen u. a. von Ernst Jandl und Friederike Mayröcker. Populär wurden seine „Schwarzen Lieder“ und seine „Moritaten“, gesungen von Helmut Qualtinger und Kurt Sowinetz sowie die von ihm selbst vorgetragenen „Wiener Depressionen“ nach Texten von Joe Berger. Auch als Blockflötenvirtuose und als Herausgeber von Werken aus dem 18. Jahrhundert machte sich Kölz einen Namen.

### Ensemblemusik
- Partita brevis – Duo für zwei Violinen (1948)[6]
- Musik für Streichinstrumente – Quartett für zwei Violinen und zwei Violoncelli (1949)[6]
- Kleine Spielmusik – Duo für zwei Blockflöten (1949)[6]
- Quartettino – Quartett für zwei Violinen, Viola und Violoncello (1951)[6]
- Pastorale – Duo für Flöte und Klavier (1952)[6]
- Petites Nocturnes – Duo für zwei Violinen (1962)[6]
- Suite nach alten Weisen – Duo für zwei Blockflöten (1964)[6]
- Kleine Variationen über „La doulce saison“ – Duo für Flöte und Gitarre (1967)[6]
- Ballettino per tre flauti dolci mit Schlagwerk ad lib. – Quartett für drei Blockflöten und Perkussion (1987)[6]
- Kriegslied – Trio für Trompete, kleine Trommel, Cembalo mit Chor und Solostimme (1993)[6]

### Solomusik
- Zwei Sonaten im alten Stil – Solo für Blockflöte (1945)[6]
- Kleine Suite – Solo für Klavier (1949)[6]
- Sechs Bagatellen – Solo für Klavier (1950)[6]
- Divertimento infantile – Solo für Klavier (1950)[6]
- Partita – Solo für Cembalo oder Klavier (1950)[6]
- Fragmente – Solo für Klavier (1950)[6]
- Sechs Lieder nach Gedichten von Gerhard Rühm – Solo für Flöte mit Solostimme Mezzosopran (1951)[6]
- Tanzstück – Solo für Klavier (1951)[6]
- Sechs Flötenweisen – Solo für Blockflöte (1951)[6]
- Sonate – Solo für Klavier (1951)[6]
- Drei Zaubersprüche aus dem Mittelalter – Solo für Klavier und Solostimme Bariton (1952)[6]
- Die Tageszeiten – Drei Sonette von Andreas Gryphius für Klaviersolo und Solostimme (1953)[6]
- Vier Tänze nach slawischer Art – Solo für Klavier (1953)[6]
- Emotion – Solo für Klavier (1954)[6]
- Durch den Schornstein – Fünf Lieder nach Gedichten von H. C. Artmann, für Klaviersolo und Solostimme Sopran (1955)[6]
- Mondbetrachtung – Sechs japanische Haiku, für Klaviersolo und Solostimme Sopran (1956)[6]
- Die grausamen Morgen – Lieder nach Gedichten von Hertha Kräftner, für Klaviersolo und Solostimme Mezzosopran (1956–1984)[6]
- Drei Gesänge nach Friedrich Hölderlin – Solo für Klavier und Solostimme Sopran (1957)[6]
- Am Kanal – Sieben Lieder nach Joachim Ringelnatz, für Klaviersolo und Solostimme (1958)[6]
- Drei Gesänge des Alkaios – Solo für Klavier und Solostimme (1958)[6]
- Zwei Lieder nach Gedichten von Werner Riemerschmid – Für Klaviersolo und Solostimme Bariton (1958)[6]
- Drei Tanzstücke – Solo für Klavier (1959)[6]
- Fünf Hafisgesänge – Solo für Klavier und Solostimme Tenor (1960)[6]
- Vier kurze Gesänge nach Gedichten von Joana Thul – Solo für Klavier und Solostimme Alt (1964)[6]
- Drei Märchenbilder – Solo für Klavier (1965)[6]
- Quodlibet – Solo für Gitarre (1971)[6]
- Essercizi per il flauto dolce – Solo für Blockflöte (1972)[6]
- Sei piccoli pezzi espressivi – Solo für Klavier (1972/1977)[6]
- Valse triste perpétuel – Solo für Klavier (1973)[6]
- Gesang der Sirenen – Solo für Altblockflöte (1975)[6]
- Galgenlieder – Solo für Klavier und Solostimme Bariton, nach Christian Morgenstern (1978)[6]
- Wiener Depressionen – Chansons nach Gedichten von Joe Berger, für Klaviersolo und Solostimme (1979)[6]
- Pseudochinesische Lieder – Solo für Gitarre und Solostimme, nach Klabund (1948)[6]

### Theater-, Bühnen- und Filmmusik
- Die Schaubude – Theatermusik (1955)[6]
- Celimar – Theatermusik (1957)[6]
- Ironimus 1967 – Musik zum Film (1967)[6]
- Zum großen Wurstel – Nach Texten von Arthur Schnitzler (1968)[6]
- Die Wirklichkeit und was man dagegen tut – Nach Texten von Lotte Ingrisch (1968)[6]
- Margarete in Aix – Theatermusik (1969)[6]
- Woyzeck und Leonce und Lena – Theatermusik (1969)[6]
- Wie dem Herrn Mockimpott das Leiden ausgetrieben wird – Theatermusik (1972)[6]
- Narrenweisheiten. Shakespeare-Monologe – Musik zum Film nach Texten von William Shakespeare (1975)[6]
- Der wilde Jäger – Romantische Oper nach Franz Grillparzer (1979)[6]
- Romeo und Julia – Theatermusik nach Texten von William Shakespeare (1979)[6]
- Hamlet in Unterschlammdorf – Theatermusik (1980)[6]
- Kleines Wiener Halbwelttheater – Nach Texten von Helmut Qualtinger (1980)[6]

## Filmografie
- Die Moritat vom Räuberhauptmann Johann Georg Grasel – Fernsehfilm (1969)
- Das kleine Wiener Halbwelttheater – Fernsehfilm (1981)
- Herzausreisser – Neues vom Wienerlied – Dokumentarfilm (2008)

## Hörspiele (Komposition)
- szenen aus dem wirklichen leben – Hörspiel nach Ernst Jandl, Regie: Ernst Jandl (BR/HR/SWF, 1990)
- kennen sie mich herren. Werkstattsendung – Radio-Feature nach Ernst Jandl, Regie: Ernst Jandl (BR/HR/SWF, 1990)
- Das zu Sehende, das zu Hörende – Original-Hörspiel nach Friederike Mayröcker, Regie: Götz Fritsch (ORF/BR/WDR/Deutschlandradio, 1997)